# Ubuntu Budgie
Ubuntu Budgie（以前の名称としてBudgie-Remix）は、Ubuntuの公式派生版であり、Budgieデスクトップ環境を用いている。Ubuntu Budgieは、安定していてよくテストされたUbuntuの中核的部分を、現代的で軽量で伝統的な見た目のSolusプロジェクトによって開発されているBudgie デスクトップに結び付けている。

## 歴史
Ubuntu Budgieは、Ubuntu 16.04 LTSの開発に合わせて、非公式な派生版として開発が始められた（budgie-remixと呼ばれた）。Budgie Remix 16.10は、Ubuntu 16.10の公開にすぐ続いて公開された。Budgie-Remixは、Ubuntuの公式派生版となった際、Ubuntu Budgieに改名されている。
Ubuntu Budgie 17.04は2017年4月に公開され、また同年10月には17.10にアップデートされた。Ubuntu Budgie 18.10では、32ビット版が廃止された。32ビット版はUbuntu MATEでも同時に廃止されている。

## 開発履歴

### budgie-remix 16.04
budgie-remix 16.04は、2016年4月25日に公開された
。これは、Ubuntu 16.04の公開の4日後である。システムは、Budgie Desktop 10.2.5を含み、Mutterに合わせたウィンドウマネージャや設定可能なパネル、通知センターの設定なども含む。また、Arc-GTK+テーマが使われている。

### budgie-remix 16.10
budgie-remix 16.10は、2016年10月16日に公開された。これは、Ubuntu 16.10の公開の3日後である。システムは、Budgie Desktop 10.2.7、GTK+ 3.22、Linuxカーネル 4.8を含む。このバージョンでは多くの機能改善がなされ、ディスク全体の暗号化、ホームフォルダーの暗号化、導入過程の多言語対応などがなされた。

### Ubuntu Budgie 17.04
Ubuntu Budgie 17.04は2017年10月19日に公開された。上述のように、budgie-remixは、Ubuntuコミュニティの公式製番となったことにあわせ、Ubuntu Budgieに改名されている。システムは、Budgie Desktop 10.2.9、Linux 4.10などを含む。

### Ubuntu Budgie 17.10
Ubuntu Budgie 17.10は、2017年10月19日に公開された。システムは、Budgie Desktop 10.4、Linuxカーネル4.13を含む。Budgie Desktop 10.4は、新たなAlt-Tabや、RavenでのSpotify対応、ウィンドウコントロールの左配置と右配置の変更に対応、SMBファイルや暗号化されたボリュームのアプレット追加による対応、日付と時刻の見た目の変更などの新しい機能を含む。

### Ubuntu Budgie 18.04
Ubuntu Budgie 18.04は2018年4月26日に公開された。システムはLinuxカーネル4.15を含む。このバージョンでは、OpenVNCをネットワークマネージャから導入できるようになった。また、Quick NoteやDropByなどの新しいアップレットの追加などが行われた。